# Deutsche Schwimmmeisterschaften 1884
Die 2. Deutschen Meisterschaften im Schwimmen fanden am 31. August 1884 am Halensee in Grunewald statt, dem heutigen Ortsteil von Berlin. Es wurde eine Strecke von einer englischen Meile (1609 Meter) geschwommen. Sieger wurde Ernst Ritter aus Hannover mit einer Zeit von 37:47 Minuten, Zweiter wurde Otto Büttner vom Berliner RC mit einer Zeit von 39:31 Minuten und Dritter wurde Richard Droehmer vom Berliner SV 78, der den Wettbewerb aufgeben musste.
| Disziplin                | Name         | Verein   | Zeit      |
| ------------------------ | ------------ | -------- | --------- |
| Englische Meile Freistil | Ernst Ritter | Hannover | 37:47 min |